# Dhuwang
Dhuwang (nepalski: धुवाङ) – gaun wikas samiti w zachodniej części Nepalu w strefie Rapti w dystrykcie Pyuthan. Według nepalskiego spisu powszechnego z 2001 roku liczył on 627 gospodarstw domowych i 3860 mieszkańców (2049 kobiet i 1811 mężczyzn).